# Tatiana Szebanowa
Tatiana Szebanowa (ros. Татьяна Владимировна Шебанова, Tatjana Władimirowna Szebanowa; ur. 12 stycznia 1953 w Moskwie, zm. 1 marca 2011 w Warszawie) – rosyjska pianistka i pedagog muzyczny, laureatka II nagrody na X Międzynarodowym Konkursie Pianistycznym im. Fryderyka Chopina (1980). Żona pianisty Jarosława Drzewieckiego, matka pianisty Stanisława Drzewieckiego.

## Życiorys

### Wykształcenie i konkursy muzyczne
Urodziła się w rodzinie o tradycjach muzycznych. Jej matka była nauczycielką gry na fortepianie. W 1976 ukończyła studia w Konserwatorium Moskiewskim w klasie Wiktora Mierżanowa (dyplom ze złotym medalem).
W trakcie swojej kariery wzięła udział w kilku konkursach muzycznych:
- Międzynarodowy Konkurs Młodych Wykonawców „Concertino Praha” (1969) – I nagroda
- Międzynarodowy Konkurs Muzyczny w Genewie (1976) – I nagroda
- X Międzynarodowy Konkurs Pianistyczny im. Fryderyka Chopina (1980) – II miejsce i nagrody Towarzystwa im. Fryderyka Chopina w Warszawie za najlepsze wykonanie poloneza oraz Filharmonii Narodowej za najlepsze wykonanie koncertu fortepianowego (nagrody dodatkowe ex aequo z Đặng Thái Sơnem)[5]
- Międzynarodowy Konkurs Muzyczny Bösendorfera (1990) – I nagroda

### Kariera pianistyczna
Sukcesy na konkursach sprawiły, że zaczęła dawać koncerty w wielu krajach Europy, a także w USA, Kanadzie, Japonii, RPA i na Filipinach. Występowała też wraz z mężem i synem. Nagrała kilkadziesiąt płyt z muzyką m.in. Fryderyka Chopina, Claude’a Debussy’ego i Siergieja Rachmaninowa.
Równocześnie zajmowała się pracą pedagogiczną. Prowadziła zajęcia ze studentami w Akademii Muzycznej w Bydgoszczy (od 1988), a także kursy mistrzowskie w Dusznikach-Zdroju (od 1983) i w Akademii Muzycznej we Wrocławiu (1984–1987) oraz studia podyplomowe w Akademii Muzycznej w Warszawie (1993–1997). Organizowała też kursy mistrzowskie w innych krajach (Japonia, Niemcy, Holandia).
Została odznaczona Złotym Krzyżem Zasługi, Srebrnym Medalem „Zasłużony Kulturze Gloria Artis” (2008), a w 2008 otrzymała tytuł doktora honoris causa Akademii Muzycznej w Bydgoszczy.